# 43 v.Chr.
Het jaar 43 v.Chr. is een jaartal volgens de christelijke jaartelling. 

## Gebeurtenissen

### Italië
- In Rome worden Aulus Hirtius en Gaius Vibius Pansa door de Senaat gekozen tot consul van het Imperium Romanum.
- Marcus Antonius wordt door het Romeinse leger (7 legioenen) onder bevel van Vibius Pansa verslagen in de Slag bij Forum Gallorum.
- De Senaat benoemt Gaius Octavianus tot consul van Rome en vormt rechtbanken om de moordenaars van Caesar te berechten.
- Atia Balba Caesonia, een nicht van Julius Caesar overlijdt, Gaius Octavianus houdt voor zijn moeder een lijkrede op het Forum.
- Het Tweede Triumviraat: Marcus Antonius, Gaius Julius Caesar Octavianus en Marcus Aemilius Lepidus sluiten een politieke alliantie.
- Gaius Octavianus trouwt met de 11-jarige Clodia, een stiefdochter van Marcus Antonius. Dit om het bondgenootschap te versterken.
- De Romeinse Republiek wordt verdeeld onder het Driemanschap:
  - Africa en Sicilia komen onder toezicht van Marcus Lepidus.
  - Het oosten (Griekenland en de rest van het oosten) wordt aan Marcus Antonius toegewezen.
  - Gallia Narbonensis (Gallië) en Hispania komen onder bestuur van  Gaius Octavianus.
- In Rome worden als vergelding ruim 130 magistraten en 2.000 welgestelde Romeinen, op beschuldiging van verraad ter dood gebracht.
- Marcus Tullius Cicero wordt tijdens zijn vlucht in Formia vermoord, zijn hoofd en handen worden op het Forum Romanum te kijk gesteld.
- Lugdunum (huidige Lyon), een Romeinse handelskolonie op de heuvel van Fourvière, wordt gesticht door proconsul Munatius Plancus.

### Palestina
- Antipater, gouverneur van Idumea, wordt bij het innen van belastinggeld als procurator voor de Romeinen in Judea vermoord.

### India
- Volgens Nagasena, een boeddhistische sage, wordt de Boeddha van Smaragd vervaardigd en in een tempel in Pataliputra geïnstalleerd.

## Geboren
- 20 maart - Publius Ovidius Naso, Romeins dichter van de augusteïsche elegiaci (overleden 17)

## Overleden
- Antipater (~100 v.Chr. - ~43 v.Chr.), gouverneur van Idumea en vader van Herodes de Grote (57)
- Atia Balba Caesonia (~85 v.Chr. - ~43 v.Chr.), moeder van Gaius Julius Caesar Octavianus (Augustus) (42)
- Aulus Hirtius (~90 v.Chr. - ~43 v.Chr.), Romeins consul en veldheer (47)
- Decimus Junius Brutus Albinus (~84 v.Chr. - ~43 v.Chr.), Romeins veldheer en een van de samenzweerders tegen Julius Caesar (41)
- Gaius Cornelius Verres (~120 v.Chr. - ~43 v.Chr.), Romeins praetor en staatsman (77)
- Gaius Trebonius (~90 v.Chr. - ~43 v.Chr.), Romeins staatsman en veldheer (47)
- 7 december - Marcus Tullius Cicero (~106 v.Chr. - ~43 v.Chr.), Romeins redenaar en staatsman (63)
- Quintus Tullius Cicero (~102 v.Chr. - ~43 v.Chr.), Romeins praetor en broer van Cicero (59)
- Servius Sulpicius Rufus (~106 v.Chr. - ~43 v.Chr.), Romeins consul en staatsman (63)